# George Hirliman
George Hirliman, né le 8 septembre 1901 et mort le 30 mars 1952, est un producteur de films américain.

## Biographie
George Hirliman naît le 8 septembre 1901 à Fort Lee, New Jersey. Il a épousé l'actrice Eleanor Hunt. Le couple a adopté Georgelle Hirliman en 1936 et a ensuite donné naissance à une fille Kathy Hirliman en 1942.
Il a commencé sa carrière à la Life Photo Film Corporation en tant qu'employé de bureau et a gravi les échelons jusqu'à devenir réalisateur chez Hirlagraph Motion Pictures, le plus grand laboratoire de cinéma de l'époque. En 1924, sa société de production achète les studios Solax et rénove les studios et les  deux scènes. Le bâtiment du studio fut ultérieurement détruit dans un incendie.
Lorsqu'il a déménagé à Hollywood, il a travaillé cinq ans chez Consolidated Films Industries, où il s'occupait de la production et du financement. Au cours de son mandat à Hollywwod, il a réalisé 30 longs métrages. En 1935, Hirliman produit De la Sarten a Fuego / De la poêle au feu, une production anglo-espagnole. En 1936, il produit Reefer Madness et une série de quatre films « G-Man » mettant en vedette sa femme.
En 1936, il fait breveter Hirlicolor . Il s'agissait d'un processus bicolore qui ne nécessitait pas d'éclairage supplémentaire et que n'importe quel laboratoire de films couleur pouvait développer. Pendant cette période, il continue de travailler avec Consolidated Films.
En 1941, il passe au Colonnade Picture Studio à Miami.
En 1943, la société Hirliman's Film Classics a engagé les studios Hal Roach pour rééditer une grande partie des films du studio, Ils ont également remonté les films et supprimé les génériques.
Il est décédé le 30 mars 1952 à New York, New York.

## Filmographie
- 1929 : La flotte est dans le lac[7]
- 1932 : Les Sans-soucis[7]
- 1933 : Laurel et Hardy menuisiers[7]
- 1935 : De la poêle au feu[8]
- 1935 : Capitaine Calamity / El Capitan Tormenta[4],[5]
- 1936 : Touchez pas à la chnouf[5]
- 1936 : Cargaison jaune[9]
- 1936 : Le Diable à cheval
- 1936 : Daniel Boone[5]
- 1937 : Le Carnaval du Diablo[4]
- 1937 : Espion de la marine[10]
- 1937 : Alerte aux banques[5]
- 1938 : El Dia Que Me Quieres[4]